# 17 شوال
- السبت
- الأحد
- الاثنين
- الثلاثاء
- الأربعاء
- الخميس
- الجمعة

- 2929 مارس 2025
- 130 مارس 2025
- 231 مارس 2025
- 31 أبريل 2025
- 42 أبريل 2025
- 53 أبريل 2025
- 64 أبريل 2025
- 75 أبريل 2025
- 86 أبريل 2025
- 97 أبريل 2025
- 108 أبريل 2025
- 119 أبريل 2025
- 1210 أبريل 2025
- 1311 أبريل 2025
- 1412 أبريل 2025
- 1513 أبريل 2025
- 1614 أبريل 2025
- 1715 أبريل 2025
- 1816 أبريل 2025
- 1917 أبريل 2025
- 2018 أبريل 2025
- 2119 أبريل 2025
- 2220 أبريل 2025
- 2321 أبريل 2025
- 2422 أبريل 2025
- 2523 أبريل 2025
- 2624 أبريل 2025
- 2725 أبريل 2025
- 2826 أبريل 2025
- 2927 أبريل 2025
- 3028 أبريل 2025
- 129 أبريل 2025
- 230 أبريل 2025
- 31 مايو 2025
- 42 مايو 2025

17 شوَّال أو 17 شوَّال المُکَرَّم أو 17 شوَّال المكرَّمة أو يوم 17 \ 10 (اليوم السابع عشر من الشهر العاشر) هو اليوم الثالث والثمانون بعد المائتين (283) من أيَّام السنة (أو الرابع والثمانون بعد المائتين لو كان شهر شعبان مُتممًا لليوم الثلاثين أو الخامس والثمانون بعد المائتين لو أتم كلًا من صفر وربيع الآخر وجمادى الآخرة وشعبان ثلاثين يومًا) وفق التقويم الهجري القمري (العربي). يبقى بعده 71 أو 72 يومًا لانتهاء السنة.

## أحداث
- 5 هـ - نشوب غزوة الأحزاب أو غزوة الخندق بين المسلمين ومشركي قريش ويهود بني قريظة، والتي كان النصر فيها حليف المسلمين بعد انسحاب الأحزاب بسبب تعرضهم للريح الباردة الشديدة.
- 257 هـ - صاحب الزنج علي بن محمد الورزنيني يدخل البصرة، ويوقع بأهلها واقعة هائلة قَتَلَ فيها عددًا كثيرًا من الناس، وذلك ضمن سياق ثورة الزنج ضد الدولة العباسية.
- 1094 هـ - الجيش البولوني المكون من 150 ألف جندي بقيادة الملك يوحنا الثالث سوبياسكي ينتصر على الجيش العثماني المكون من 30 ألف جندي في معركة جكردلن الثانية، وقد قتل من العثمانيين 7 آلاف جندي.
- 1203 هـ - الدولة العثمانية تمنح السويد مبلغ مليار آقجه (العملة العثمانية) طبقًا لمعاهدة "بيقوز"؛ نظرًا للدور الذي لعبته السويد في تثبيت قسمًا من الجيش الإمبراطوري الروسي على الحدود مع السويد إبان الحرب العثمانية - الروسية.
- 1249 هـ - الأمير عبد القادر الجزائري يوقّع معاهدة مع القائد الفرنسي دي ميشيل لوقف القتال وتبادل الأسرى.
- 1371 هـ - استقالة حكومة نوري السعيد في العراق.
- 1403 هـ - منظمة سرية أرمنية تهاجم السفارة التركية في لشبونة البرتغال ومقتل سبعة أشخاص في هجوم هو الثالث من نوعه خلال شهر واحد.
- 1416 هـ - انتخاب أول برلمان فلسطيني على أراضي الضفة الغربية وقطاع غزة.
- 1424 هـ - انفجار طرد بريدي مرسل لرئيس تحرير «جريدة السياسة الكويتية»، وأدى الانفجار إلى إصابة مدير مكتبه بجروح طفيفة.
- 1427 هـ - وزير الدفاع الأمريكي دونالد رامسفيلد يستقيل من منصبه بعد هزيمة الجمهوريين في انتخابات التجديد النصفي بسبب رفض الشعب الأمريكي للحرب على العراق.
- 1432 هـ - محكمة جنايات القاهرة تقضي بالسجن مدة عشر سنوات على رجل الأعمال المصري أحمد عز، وإلغاء ترخيص شركتين لإنتاج الحديد مملوكتين له.
- 1433 هـ - رئيس الجزائر عبد العزيز بوتفليقة يعين عبد المالك سلال وزيرًا أول خلفًا لأحمد أويحي.
- 1435 هـ - منتخب العراق للأشبال يتوج ببطولة آسيا للواعدين تحت 14 عامًا.
- 1442 هـ - الأهلي المصري يتوج بلقب كأس السوبر الأفريقي للمرة السابعة، وذلك بعد فوزه على نهضة بركان المغربي بنتيجة 2–0.

## مواليد
- 511 هـ - نور الدين زنكي، أمير دمشق ومجاهد ضد الصليبيين.
- 1352 هـ - السيد عسكر، سياسي ورجل دين مصري.
- 1373 هـ - نورا، ممثلة مصرية.
- 1397 هـ - فريدة الجريدي، ممثلة مصرية.

## وفيات
- 236 هـ - أبو الصلت الهروي، محدث ومتكلم مسلم.
- 1328 هـ - ماء العينين القلقمي، شاعر موريتاني.
- 1367 هـ - أحمد عبد العزيز، عسكري مصري.
- 1382 هـ - عادل خيري، ممثل مصري.
- 1424 هـ - شاه أحمد نوراني، علامة وفيلسوف ورئيس جمعية علماء الإسلام في باكستان.
- 1426 هـ -
  - حسين الشافعي، نائب رئيس جمهورية مصر العربية.
  - تحية الأنصاري، ممثلة مصرية.
- 1431 هـ -
  - عبد الصبور شاهين مفكر إسلامي مصري.
  - صلاح السقا، مخرج مسرحي مصري.
- 1433 هـ - محمود الجوهري، لاعب ومدرب كرة قدم مصري.

## وصلات خارجية
- موقع قصة الإسلام: حدث في شهر شوَّال.